# Villa Luisa (Ivrée)
Pour les articles homonymes, voir Villa Luisa.
La villa Luisa est une résidence historique de la ville d'Ivrée au Piémont en Italie.

## Histoire
Les travaux de construction de la villa commencèrent au début des années 1860 à la demande de Gaspare Borgetti, un médecin très apprécié en ville, et furent achevés entre 1864 et 1866. Après sa mort, la propriété fut héritée par son fils Giuseppe, lequel poursuivit une carrière militaire, devenant général en 1893. Ce fut probablement sa femme, Luisa Cotta Ramusino, à donner son nom à la résidence. À la suite de plusieurs vicissitudes, le comité local de Confindustria acheta l'inmeuble en 1974, et après une période de réaménagement, la villa en devint le siège dès 1977,.
En 2020, le bâtiment fut soumis à des nouvelles œuvres de rénovation de ses façades.

## Description
La villa se situe sur le corso Costantino Nigra, en face du palais Ravera, avec son côté nord en surplomb sur les eaux agitées de la Doire Baltée, au long du cours du fleuve compris entre le ponte Vecchio et le ponte Nuovo. La propriété est bordée au sud par le jardin de la villa Ravera, et a deux acces : un premier, le principal, donne sur le corso Nigra, tandis que le second donne sur le vicolo Giordano, accessible du Borghetto.
Le bâtiment se développe sur trois niveaux et se distingue pour l'importante décoration de ses  façades, composée par corniches, lésènes et corbeaux. Le dernier étage est caractérisé par la présence de grandes fenêtres, ouvertes pendant des œuvres de rénovation successives à la construction de la villa.

## Galerie d'images

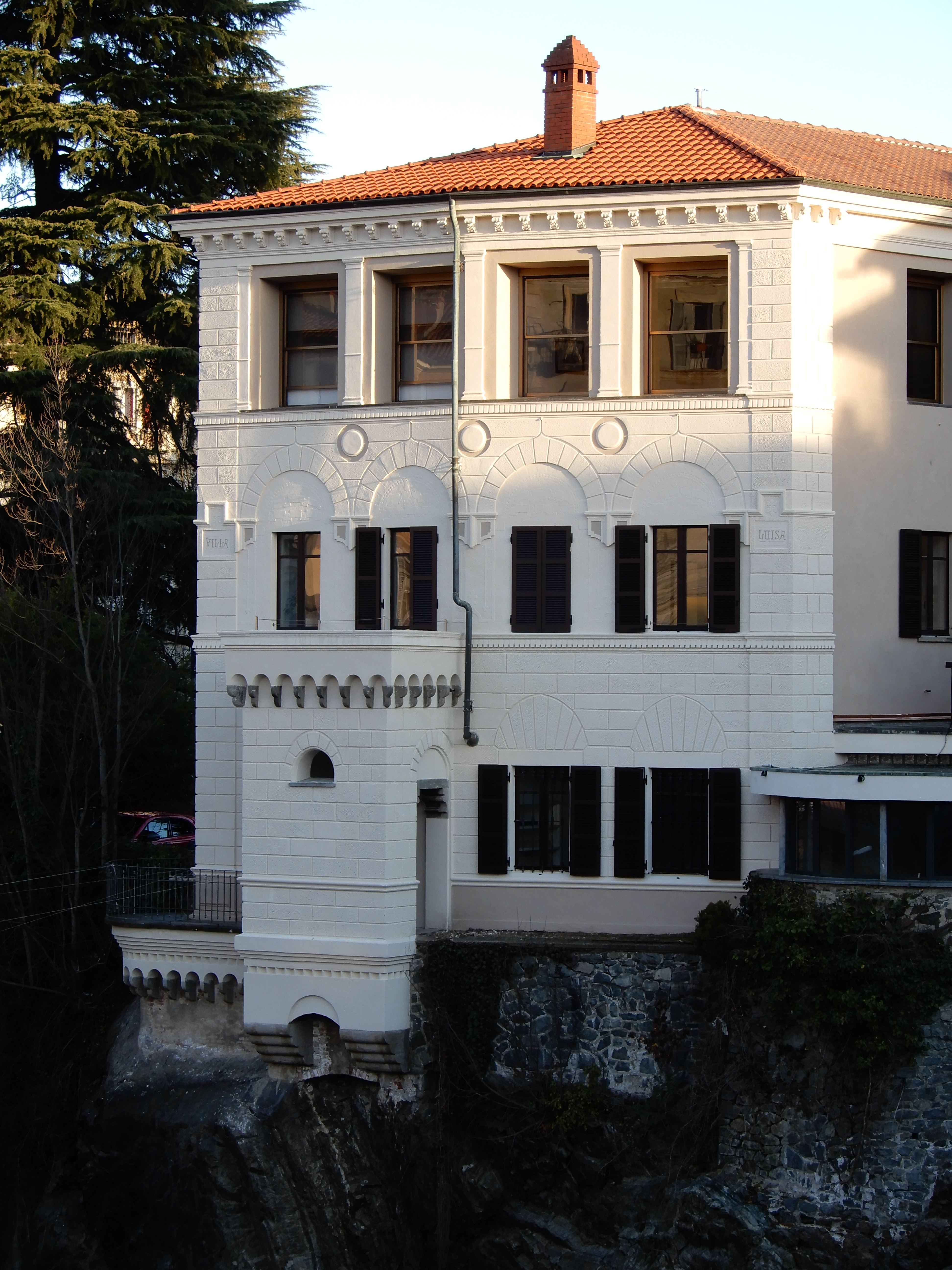
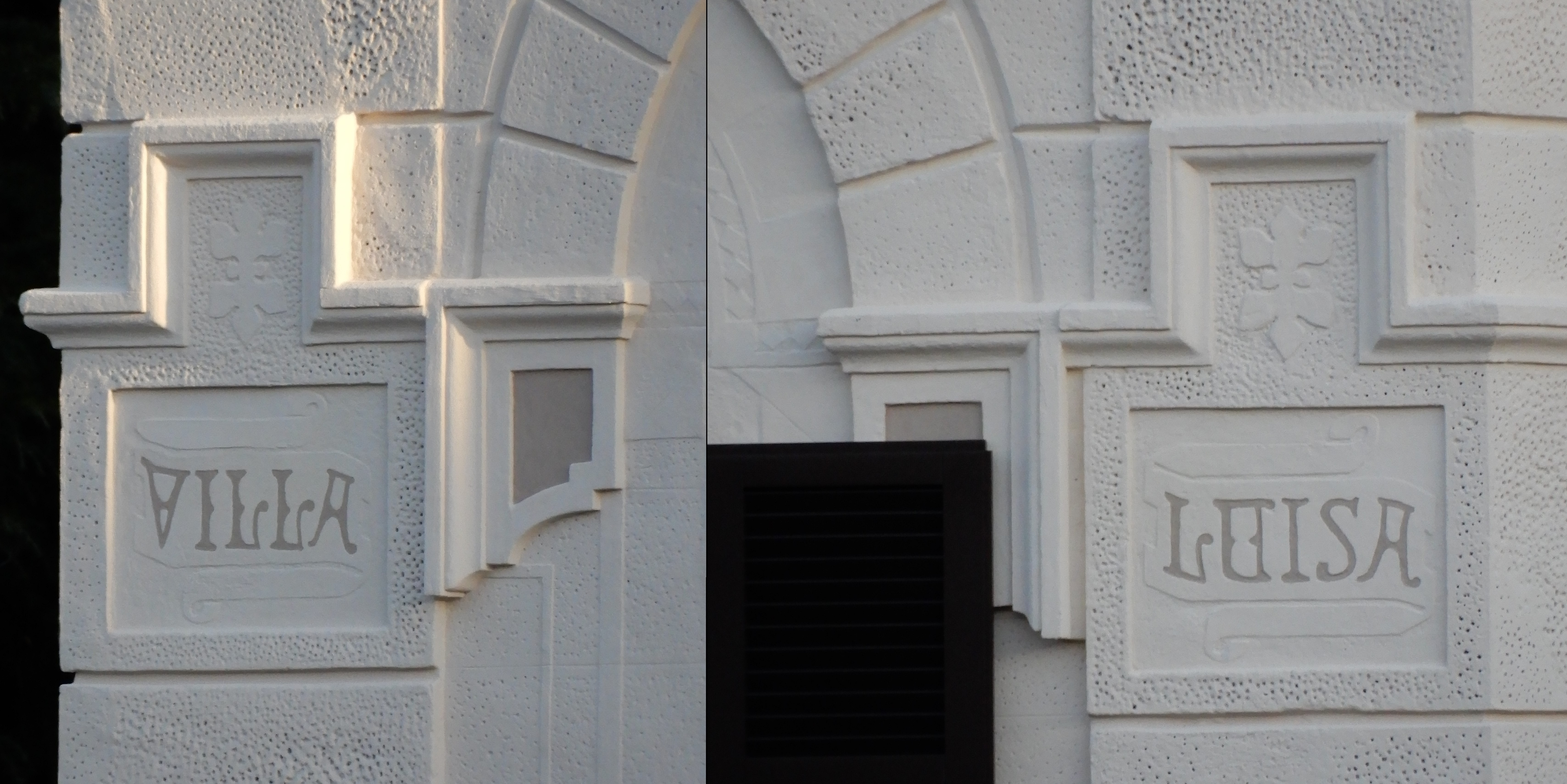
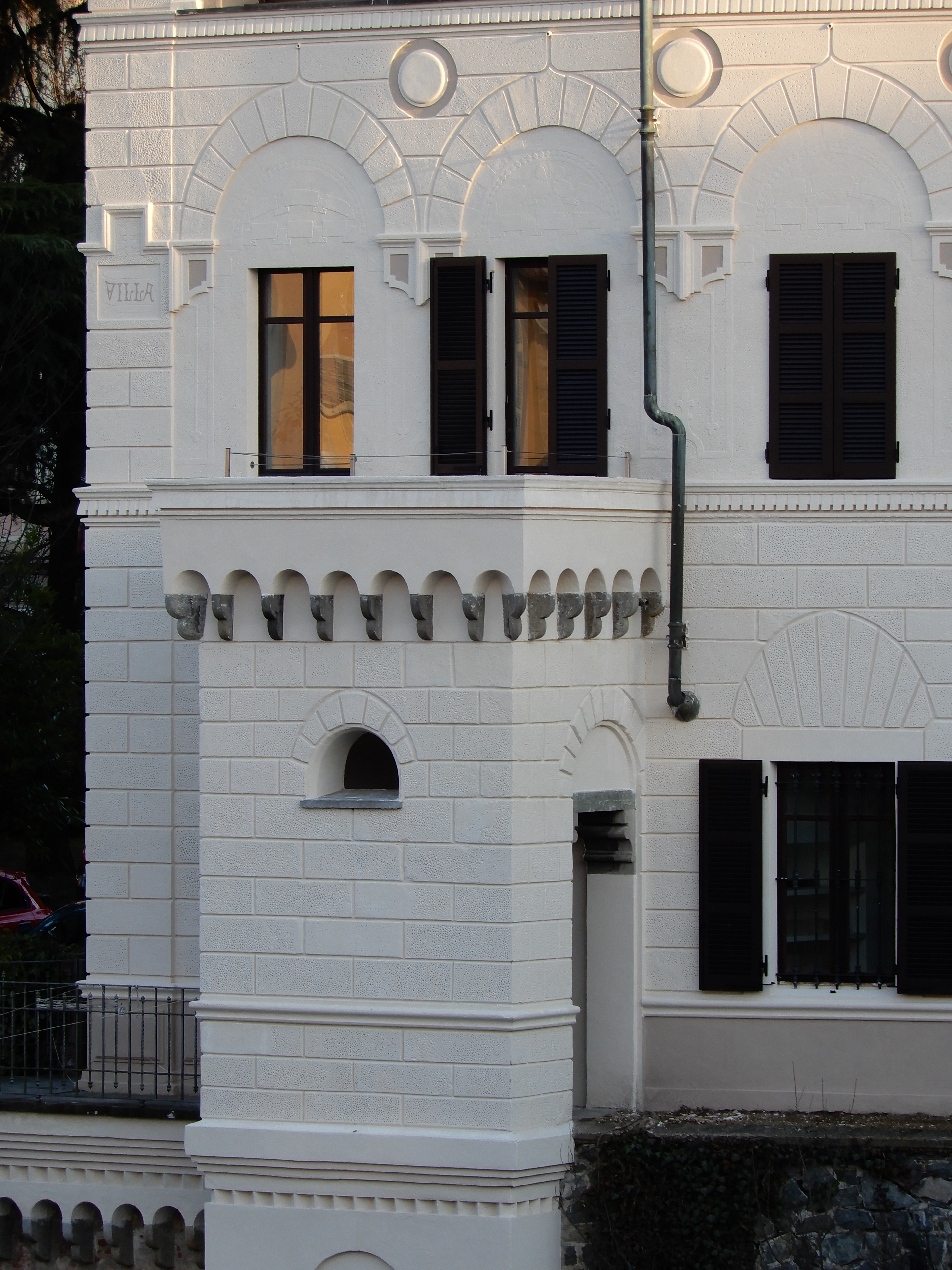